# Udon Thani (tỉnh)
Udon Thani (tiếng Thái: อุดรธานี, phiên âm: U-đon Tha-ni) là một tỉnh thuộc vùng Isan của Thái Lan. Tỉnh này giáp các tỉnh (từ phía bắc theo chiều kim đồng hồ): Nong Khai, Sakon Nakhon, Kalasin, Khon Kaen, Nongbua Lamphu và Loei. Tỉnh Udon Thani cách Bangkok 564 km.

## Các đơn vị hành chính
Tỉnh được chia thành 18 huyện (Amphoe) và 2 phó huyện (King Amphoe). Các huyện được chia ra thành 155 xã (tambon) và 1682 thôn. Các con số thiếu từ 12-16 là các Amphoe tạo nên tỉnh Nongbua Lamphu năm 1993.
| Amphoe | | King Amphoe                      |
| --- | --- | -------------------------------- |
| 1. Mueang Udon Thani 2. Kut Chap 3. Nong Wua So 4. Kumphawapi 5. Non Sa-at 6. Nong Han 7. Thung Fon 8. Chai Wan 9. Si That | 1. Wang Sam Mo 2. Ban Dung 1. Ban Phue 2. Nam Som 3. Phen 4. Sang Khom 5. Nong Saeng 6. Na Yung 7. Phibun Rak | 1. Ku Kaeo 2. Prachaksinlapakhom |